# Охрид (община)
Община Охрид (мак. Општина Охрид) — община в Північній Македонії. Адміністративний центр — місто Охрид. Розташована на південному заході  Македонії, Південно-Західний статистично-економічний регіон, з населенням 55 749 мешканців. Загальна площа общини 389,93 км².